# Christian vom Lehn
Christian vom Lehn (Wuppertal, 14 de abril de 1992) es un deportista alemán que compitió en natación, especialista en el estilo braza.
Ganó una medalla de bronce en el Campeonato Mundial de Natación de 2011 y una medalla de plata en el Campeonato Europeo de Natación de 2012.
Participó en dos Juegos Olímpicos de Verano, ocupando el sexto lugar en Londres 2012 y el séptimo en Río de Janeiro 2016, en la prueba de 4 × 100 m estilos.

## Palmarés internacional
| Campeonato Mundial | Campeonato Mundial | Campeonato Mundial | Campeonato Mundial |
| Año                | Lugar              | Medalla            | Prueba             |
| ------------------ | ------------------ | ------------------ | ------------------ |
| 2011               | Shanghái (China)   | Medalla de bronce  | 200 m braza        |
| Campeonato Europeo |                    |                    |                    |
| Año                | Lugar              | Medalla            | Prueba             |
| 2012               | Debrecen (Hungría) | Medalla de plata   | 4 × 100 m estilos  |